# Maltitz (Groitzsch)
Maltitz ist ein Ortsteil der Stadt Groitzsch im Landkreis Leipzig (Freistaat Sachsen). Der Ort wurde 1948 nach Michelwitz eingemeindet. Mit diesem kam er im Jahr 1973 nach Auligk und 1996 zur Stadt Groitzsch.

## Geografie
Maltitz liegt in der Leipziger Tieflandsbucht 7,5 Kilometer südlich von Groitzsch. 1,5 Kilometer südwestlich des Orts befindet sich das Dreiländereck zwischen Sachsen, Thüringen und Sachsen-Anhalt, an dessen Standort sich seit 2007 ein Dreiherrenstein befand, welcher allerdings im März 2024 von unbekannten Personen zerstört wurde. Auf dem Gelände des Dreiländerecks befindet sich das ehemalige Glaswerk Maltitz, wovon Maltitz standortbedingt der Namensgeber ist. Nordöstlich von Maltitz befindet sich der Groitzscher See, der im Restloch des stillgelegten Tagebaus Groitzscher Dreieck entstand.
Nachbarorte sind die ebenfalls zum sächsischen Groitzsch gehörigen Ortsteile Michelwitz im Norden und Hemmendorf im Osten, das zur thüringischen Stadt Lucka gehörige Prößdorf im Südosten und das zur Gemeinde Elsteraue in Sachsen-Anhalt gehörige Langendorf im Westen.

## Geschichte

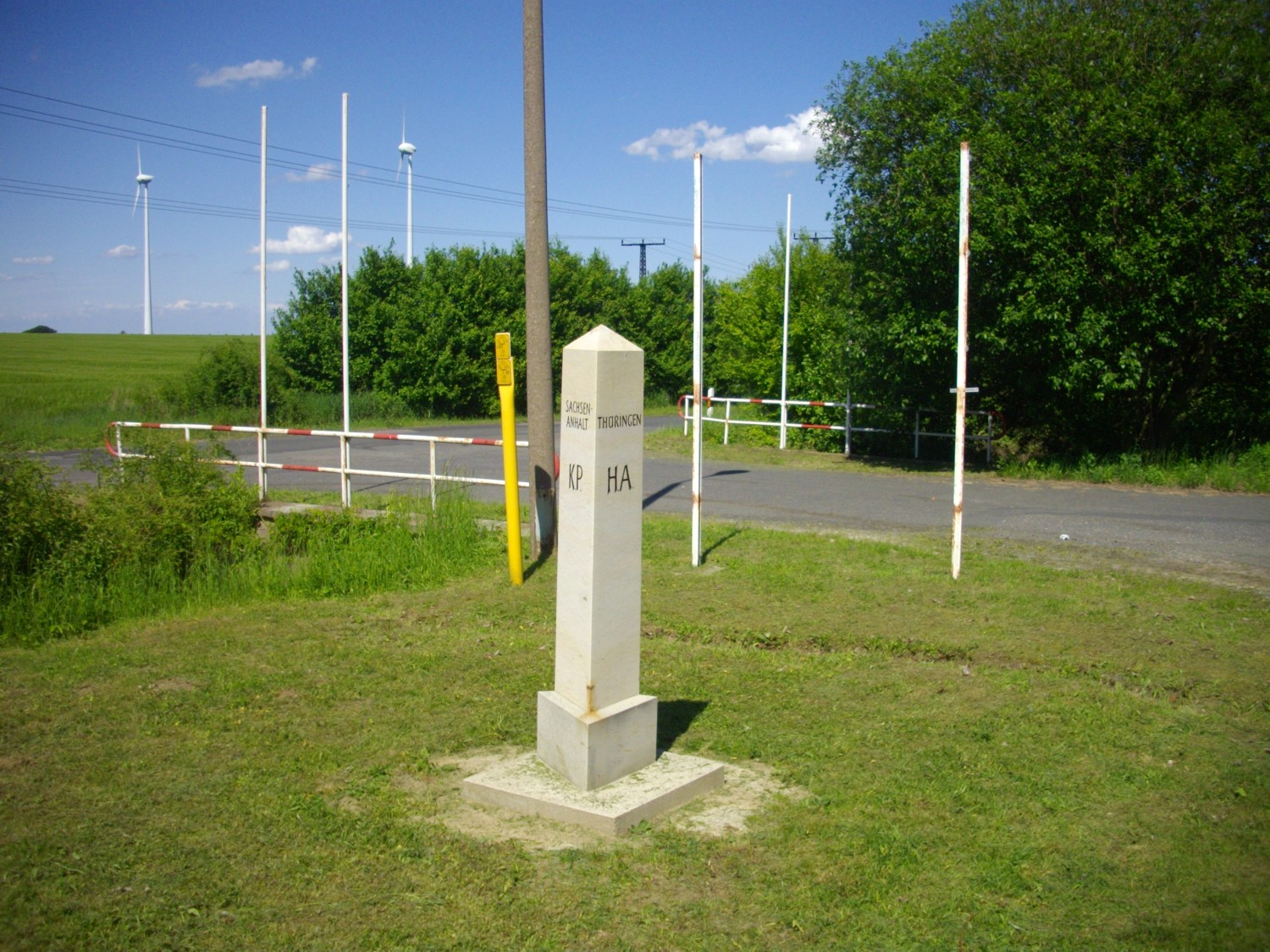
Dreiherrenstein am Dreiländereck Sachsen/Sachsen-Anhalt/Thüringen

Maltitz wurde im Jahr 1140 erstmals als „Machtic“, um 1441/42 als „Malticz“ erwähnt. Von der Ortsform ist Maltitz ein slawischer Rundling. Der Ort lag zu dieser Zeit im Gebiet der Grafschaft Groitzsch (castrum Groitzsch), die 1460 mit dem Geleitsamt Pegau zum Amt Pegau vereinigt wurde. Seitdem lag Maltitz bis 1856 im kursächsischen bzw. königlich-sächsischen Amt Pegau. Ab 1856 gehörte der Ort zum Gerichtsamt Pegau und ab 1875 zur Amtshauptmannschaft Borna.
Am 1. Oktober 1948 erfolgte die Eingemeindung nach Michelwitz, mit dem der Ort 1952 zum Kreis Borna im Bezirk Leipzig kam. Michelwitz mit seinen drei Ortsteilen wiederum wurde am 1. Juli 1973 nach Auligk eingemeindet. Als Ortsteil von Auligk wurde Maltitz im Jahr 1990 dem sächsischen Landkreis Borna und 1994 dem Landkreis Leipziger Land zugeordnet. Durch die am 1. Januar 1996 erfolgte Eingemeindung von Auligk nach Groitzsch wurde Maltitz ein Ortsteil der Stadt Groitzsch.

## Weblinks

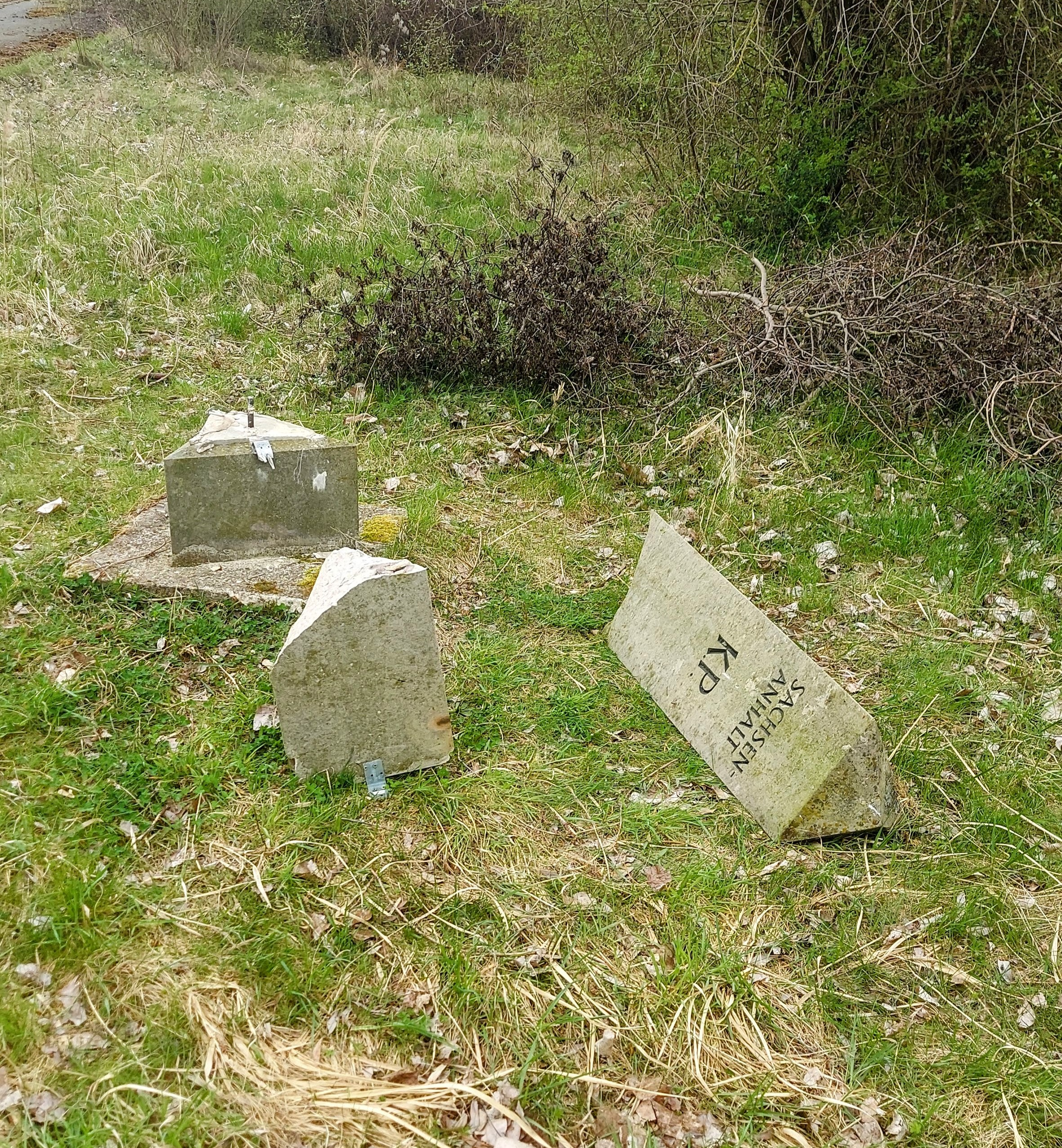
Dreiherrenstein nach der Zerstörung im März 2024